# Дзыхча
Дзихча или Дзыхча (абх. Ӡыхьҿа, груз. ძიხჩა) — село в Абхазии, в Гагрском районе частично признанной Республики Абхазия, согласно административному делению Грузии — в Гагрском муниципалитете Абхазской Автономной Республики.

## Население
По данным 1959 года в селе Дзыхча проживалло 32 человека, в основном абхазы. В 1989 году в селе постоянное население отсутствовало.